# 金七星
金 七星（キム・チルソン、朝鮮語: 김칠성、1897年6月22日または6月24日 - 1984年5月21日）は、日本統治時代の朝鮮の独立運動家、大韓民国の実業家、政治家。第2代韓国国会議員。

## 経歴
慶尚南道釜山（現・釜山広域市）出身。日本大学経済学部卒。1950年の第2代総選挙に釜山市丙選挙区から無所属で立候補して当選し、国会議員を1期務めた。そのほか、経済研究所長、ハンソン株式会社経営者、米軍政期の慶尚南道顧問などを務め、大韓独立促成全国労働総同盟にも関係があった。1950年9月19日正午ごろ、ソウルにいた際に北朝鮮に拉致された。1956年7月から在北平和統一促進協議会の常務委員を務め、その後の詳細は不明だが、87歳で死去したとされる。